# Chrysopa favrei
Chrysopa favrei is een insect uit de familie van de gaasvliegen (Chrysopidae), die tot de orde netvleugeligen (Neuroptera) behoort. 
Chrysopa favrei is voor het eerst wetenschappelijk beschreven door Navás in 1935.